# MAP7
MAP7‏ (Microtubule associated protein 7) هوَ بروتين يُشَفر بواسطة جين MAP7 في الإنسان.